# 루이스 아르코나다
루이스 미겔 아르코나다 에차리(바스크어: Luis Miguel Arconada Etxarri, 1954년 6월 26일 바스크 지방 산 세바스티안 ~)는 스페인의 전 축구 선수로, 현역 시절 골키퍼로 활약하였다.
현역 시절, 프로 무대에서 레알 소시에다드 소속으로 20년 가까이 활약한 아르코나다는, 산 세바스티안 연고 구단이 라 리가 2회 우승을 포함해 4번의 우승을 하도록 도왔다.
아르코나다는 스페인 국가대표팀 일원으로 8년을 활약하며 총 68번의 경기에 출전하였으며, FIFA 월드컵과 UEFA 유럽 축구 선수권 대회에 각각 2번씩 참가했다.

## 클럽 경력
아르코나다는 기푸스코아 주 산 세바스티안 사람이다. 16세가 되었을 때, 아르코나다는 인근 거함 레알 소시에다드의 유소년부에 합류해, 훗날 현역 시절 전부를 보내게 되었고, 문어(El Pulpo)라는 별칭이 붙었다.
2년 동안 우루티의 후보 수문장이었던 아르코나다는 붙박이 주전으로 도약했다. 그는 라 리가 연속 우승에 큰 공을 세웠는데, 2번째 우승 이후 참가한 유러피언컵에서는 나중에 우승을 차지하는 함부르크와의 준결승전까지 하양-파란 군단을 올렸다.
아르코나다는 1985-86 시즌 개막전에 중상을 당해, 남은 경기에 출전하지 못하는 것은 물론 1986년 FIFA 월드컵 참가도 물건너갔다. 그는 복귀 이후 3시즌을 뛰며 건재함을 확인하였고, 이 기간에 하양-파란 군단은 두 차례 코파 델 레이 결승전에 올랐다. 그는 414번의 리그 출장(모든 대회 통틀어 551 경기 출전)의 기록으로 35세의 나이로 은퇴하였고, 이후 축구 활동을 모두 접었다.

## 국가대표팀 경력
1977년 3월 27일, 아르코나다는 1-1로 비긴 헝가리와의 알리칸테 안방 친선경기에서 레알 마드리드의 미겔 앙헬과 후반전에 교체되어 국가대표팀 경기에 처음 출전하였다. 수 차례 주장 완장을 찼던 그는 1978년과 1982년의 FIFA 월드컵, 1980년과 1984년의 UEFA 유럽 축구 선수권 대회에 출전하였다. 후자의 대회에서는 1984년에 결승전까지 올라갔지만 개최국 프랑스를 상대로 큰 실책을 범해 선제골을 허용해 0-2 완패의 빌미가 되었다: 그는 미셸 플라티니의 프리킥을 몸을 던져 가슴으로 공을 눌러 거의 막았지만, 공이 밑으로 미끄러져 천천히 골망으로 굴러갔다. 그는 정상급 수문장이라는 명성에도 불구하고, 결승전에서의 실책으로 두고두고 회자되는데, 스페인에서는 이 실책을 "아르코나다의 골"이라고 부른다.
아르코나다가 출전한 마지막 국가대표팀 경기는 0-3으로 패한 웨일스와의 1986년 FIFA 월드컵 예선전이었다. 소속 구단 경기에 출전하는 와중에 십자 인대 중상을 당하면서, 그는 본선에 나서지 못했고, 같은 바스크 출신인 안도니 수비사레타가 그의 자리를 꿰찼다.
스페인이 UEFA 유로 2008을 우승하고 열린 트로피 수여식에서, 선수단의 3번째 골키퍼였던 안드레스 팔로프는 아르코나다가 UEFA 유로 1984 결승전에서 입었던 유니폼을 입고 플라티니 UEFA의 회장으로부터 금메달을 목에 걸었다.
아르코나다는 캐나다의 퀘벡 주 몽레알에서 열린 1976년 하계 올림픽에서도 스페인 선수단 일원으로 참가했지만, 1라운드를 넘지 못했다.

## 플레이스타일
아르코나다는 지도력, 대담함, 그리고 꾸준함으로 알려져 있는데, 그는 스페인 역대 최고 골키퍼로 손꼽히기도 한다. 그의 신체적 능력, 민첩함, 공을 막아내는 능력, 반사신경, 발재간, 그리고 기교적인 동작은 이케르 카시야스에게 영감을 주었다.

## 사생활
루이스 아르코나다의 동생 곤살로는 프로 무대에서 공을 찬 적이 없지만, 오랜 기간 3부 리그 위주로 감독 생활을 했다. 곤살로 아르코나다는 2006년 초 몇 달 동안 레알 소시에다드 1군을 이끌기도 했다.

## 수상

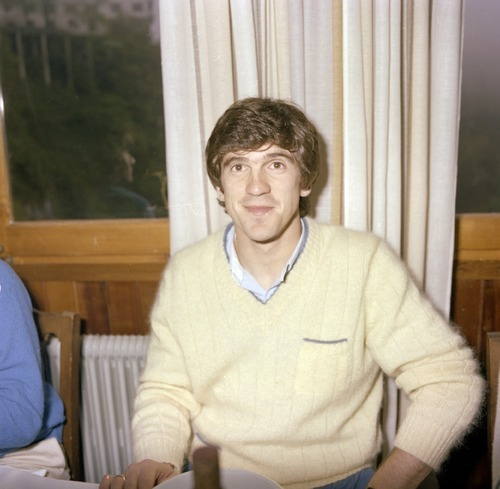
1981년의 아르코나다

### 클럽
레알 소시에다드
- 라 리가: 1980–81, 1981–82
- 코파 델 레이: 1986–87
- 수페르코파 데 에스파냐: 1982

### 국가대표팀
스페인
- UEFA 유럽 축구 선수권 대회 준우승: 1984

### 개인
- 트로페오 리카르도 사모라: 1979–80, 1980–81, 1981–82

## 같이 보기
- 원클럽맨 명단